# Lobhörner
Lobhörner är en bergstopp i Schweiz.   Den ligger i distriktet Interlaken-Oberhasli och kantonen Bern, i den centrala delen av landet, 50 km sydost om huvudstaden Bern. Toppen på Lobhörner är 2 566 meter över havet, eller 199 meter över den omgivande terrängen. Bredden vid basen är 0,92 km.
Terrängen runt Lobhörner är huvudsakligen mycket bergig. Närmaste större samhälle är Spiez, 14,8 km nordväst om Lobhörner. 
Trakten runt Lobhörner består i huvudsak av gräsmarker. Runt Lobhörner är det glesbefolkat, med 20 invånare per kvadratkilometer.